# Гершель Ґрін
Гершель Ґрін (англ. Hershel Greene) — вигаданий персонаж у франшизі «Ходячі мерці». У телесеріалі роль виконав Скотт Вілсон. Гершель Ґрін овдовілий власник ферми у Джорджії і має попередній досвід роботи у ветеринарії. Набожний християнин, з безкомпромісною моралю. Гершель шалено захищає свою велику родину, незважаючи на численні втрати. Як у коміксах, так і у серіалі він спочатку представлений рятівником життя Карлу Граймсу, синові Ріка Граймса, після того як Карла застрелив один із сусідів Гершеля, Отіс, і стає моральним центром групи Ріка.
Роль Гершела Ґріна у серіалі виконав Скотт Вілсон. Він отримав позитивні відгуки як критиків, так і фанатів. Вілсон помер 6 жовтня 2018 через ускладнення, викликані лейкемією.

## Поява

### Серія коміксів
Гершель виріс на фермі, що належала його батькові. Така робота йому була не до душі, тому він поїхав і став ветеринаром. Ця професія була його покликанням на довгі роки, а підтримувати бізнес допомагала дружина. Після смерті дружини за шість років до початку апокаліпсису він припинив ветеринарну практику. Через заповіт батька Гершелю довелося повернутись на ферму.
Неодноразово показано, що єдиним сенсом життя стало виживання його дітей.
Всі члени сім'ї Гершеля беззаперечно його слухаються. Гершель не терпить заперечень і вважає, що жінки мають знати своє місце. Якось Гершель мало не вдарив Лорі Граймс по обличчю за зухвалість, побив сина Біллі, який нагрубіянив йому.

### Телесеріал
Гершель був показаним жорстоким батьком-алкоголіком. У віці 15 років він втік з ферми. Під час свого перебування далеко від ферми він став ветеринаром. Якоїсь миті він одружився з жінкою на ім'я Джозефіна і знову оселився на фермі. Протягом перших кількох років їхнього шлюбу він впав у алкоголізм, проте йому вдалося кинути цю звичку після народження Меґґі. Коли Меґґі стала старшою, Джозефіна померла, і Гершель зрештою одружився з іншою жінкою на ім'я Аннет (у якої був власний син від попереднього шлюбу на ім'я Шон), у цьому шлюбі народилась дочка, яку вони назвали Бет. У якийсь момент дитинства Меґґі він найняв Отіса і Патріцію як наймитів. Через деякий час після початку апокаліпсису він втратив Аннет та Шона через полчища зомбі. Він та решта його групи не знали про реальність зовнішнього світу і твердо вірили, що ліки можливі. Внаслідок цього помилкового переконання Гершель тримав велику групу «ходячих», переважно членів сім'ї та друзів, замкненими у найближчому сараї. Згодом Гершель забарикадував свою сім'ю і друзів, що залишилися в живих, включаючи Меґґі, Бет, Отіс, Патріку, і бойфренда Бет Джиммі, в будинку.
Був одним з головних акторів другого, третьего та четвертого сезону серіалу «Ходячі мерці». Повернувся до своєї ролі у якості камео у дев'ятому сезоні серіалу. Гра Вілсона в дев'ятому сезоні була його останньою появою на екрані. Він помер 6 жовтня 2018 року, невдовзі після того, як було знято епізод, від лейкемії.

## Розробка та прийом
Скотт Вілсон був офіційно оголошений в акторському складі у червні 2011 року разом з Лорен Коен та Прюїтт Тейлор Вінс.
У Talking Dead з'ясувалося, що спочатку за сценарієм Хершел був убитий Рендаллом в епізоді «Кращі ангели» під час втечі Рендалла. Однак продюсери вирішили залишити персонажа в живих, щоб вони могли вивчити драматичний потенціал втрати його ферми в «У вогню, що вмирає» і в третьому сезоні.
Ноель Мюррей з Rolling Stone поставив Гершела Ґріна на 8-е місце у списку 30 найкращих персонажів «Ходячих мерців», заявивши: «Приблизно в той же час, коли Дейл помер, група Ріка почула новий голос розуму в особі Гершеля Ґріна, джентльмена-фермера і ветеринара, який спочатку завзято чинив опір реальності зомбі-апокаліпсису, але як тільки до нього дійшла правда про ситуацію його та його дочки Меггі, він став висохлим прагматиком, що прорізає емоції в будь-який момент, щоб знайти компроміси та варіанти, які інші не могли бачити.»